# LISA Pathfinder
LISA Pathfinder est un satellite artificiel de l'Agence spatiale européenne qui doit permettre de valider les technologies qui sont retenues pour le projet LISA. Ce dernier a pour objectif d'effectuer des observations des ondes gravitationnelles en utilisant une grappe de 3 satellites mettant en œuvre des techniques de mesure par interférométrie laser. Le rôle de LISA Pathfinder est de valider les dispositifs techniques permettant de mesurer les ondes gravitationnelles : accéléromètres capacitifs, micropropulseurs, interféromètre laser de précision, logiciel de compensation de traînée.
La charge utile comprend deux sous-ensembles : le LPT formé de deux masses étalons en chute libre avec un système de mesure de très grande précision et le DRS fourni par la NASA, qui constitue un système de micropropulsion capable de compenser l'ensemble des forces s'exerçant sur le satellite.   
LISA Pathfinder est lancé le 3 décembre 2015 par un lanceur Vega et se place en orbite autour du point de Lagrange L1 en janvier 2016 avant d'entamer sa mission d'une durée initiale de six mois. La mission, qui s'achève le 17 juillet 2017, est un succès complet. Le dispositif testé est parvenu à limiter l'accélération relative des masses témoins à dix millionièmes de milliardième soit deux ordres de grandeur de mieux que les objectifs fixés. Cette réussite technique ouvre la voie au satellite opérationnel LISA dont le développement est confirmé à l'issue de la mission et dont le lancement est prévu en 2034.   

## Contexte

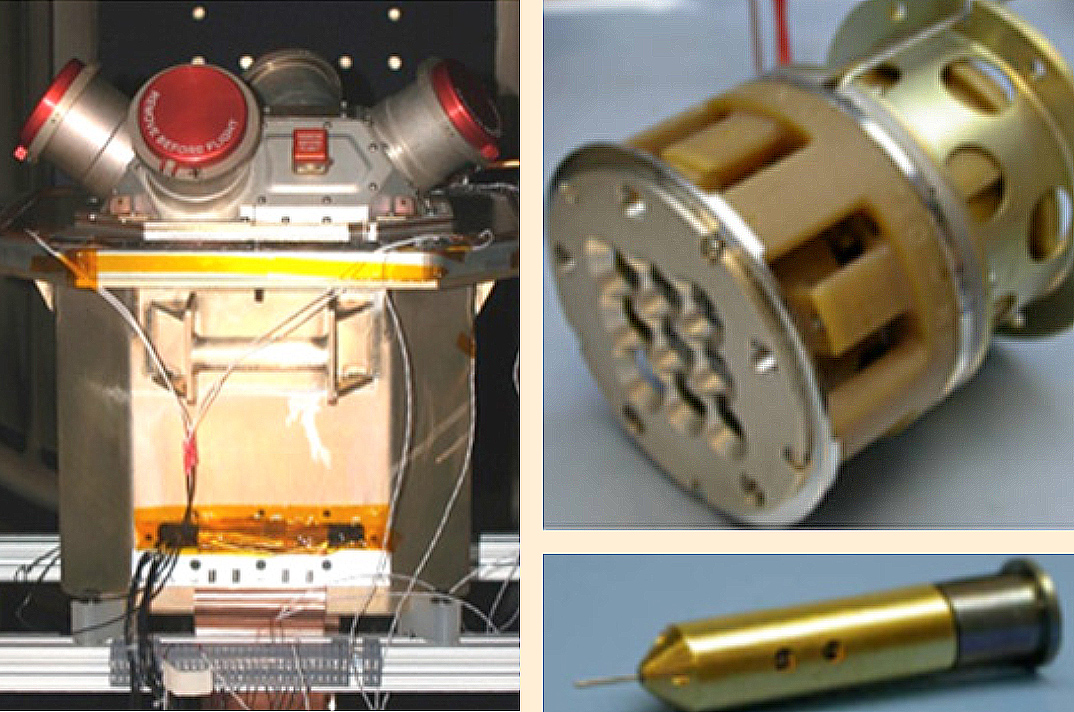
Grappes de moteurs à micropropulsion colloïdale chargés de compenser les forces s’exerçant sur le satellite LISA Pathfinder. Ces moteurs sont au cœur de l'expérience DRS (Disturbance Reduction System) fournie par la NASA.

### Les ondes gravitationnelles
Les ondes gravitationnelles sont des déformations de l'espace-temps prédites par la théorie de la relativité générale qui se propagent à partir d'un objet massif en accélération. Ces déformations sont faibles. Les ondes détectables sont celles produites par des très grandes masses soumises à de très grandes accélérations. Ainsi, les sources d'ondes gravitationnelles observables sont principalement celles des systèmes astrophysiques impliquant des objets massifs et très denses comme les étoiles à neutrons ou les trous noirs. Des expériences sont menées sur Terre pour mesurer les ondes gravitationnelles mais les variations du champ gravitationnel sont tellement réduites qu'elles sont masquées par les autres forces (électromagnétiques, sismiques…) présentes. Compte tenu de ces perturbations importantes, la première observation directe d'ondes gravitationnelles GW150914 n'a lieu qu'en septembre 2015 par l'instrument LIGO.

### Une nouvelle fenêtre sur l'Univers
Les ondes gravitationnelles se déplacent à la vitesse de la lumière sans être perturbées par la matière car elles interagissent peu avec celle-ci contrairement aux ondes électromagnétiques. À ce titre elles fournissent des informations inédites sur les objets massifs comme les trous noirs. Les ondes gravitationnelles peuvent également fournir des données sur les débuts de l'Univers (âges sombres = 377 000 premières années de l'Univers) inobservables avec les instruments classiques car aucun processus astrophysique ne produit de rayonnement électromagnétique durant cette période. En s'appuyant sur les modèles théoriques de l'Univers et sur les observations électromagnétiques  effectuées, les scientifiques estiment que les ondes gravitationnelles les plus intéressantes à observer se concentrent essentiellement dans les fréquences comprises entre 10-4 et 10−1 Hz : l'observation de cette bande de fréquences permet de tester les théories relatives à l'évolution de l'Univers jusqu'à un décalage vers le rouge de 20 (premières étoiles formées après le Big Bang), de vérifier les modèles relatifs à la gravité dans des champs gravitationnels forts et d'observer les débuts de l'Univers mettant en œuvre des énergies de l'ordre du TeV.

### La mission LISA
L'Agence spatiale européenne décide de développer une mission baptisée LISA exploitant cette nouvelle technique d'observation. La mission repose sur 3 satellites maintenant leurs distances relatives constantes et formant un gigantesque interféromètre optique. Le passage d'une onde gravitationnelle se traduit par une modification de la distance entre les satellites qui est mesurée par interférométrie. Chaque satellite contient deux masses d'épreuve qui servent de repère pour mesurer la distance avec les deux autres satellites. Ces masses sont maintenues en chute libre au sein du satellite grâce à un système de propulsion chargé de compenser toutes les autres forces agissant sur l'engin spatial. Toutefois, pour pouvoir mesurer les ondes gravitationnelles, il est nécessaire d'obtenir une précision extrême concernant la mesure de la position de la masse d'épreuve (de l'ordre du picomètre) et de la trajectoire suivie par le satellite (de l'ordre de quelques nanomètres). Aussi l'agence spatiale décide de mettre au point les technologies qui sont mises en œuvre par LISA dans le cadre d'une mission dédiée baptisée LISA Pathfinder (anciennement SMART-2 pour Small Missions for Advanced Research in Technology) avant de réaliser la mission LISA proprement dite. Le lancement de cette dernière, qui fait partie des projets proposés pour la mission L3 du programme Cosmic Vision, peut avoir lieu vers 2034.

## Historique
Les premiers travaux sur un satellite capable d'étudier les ondes gravitationnelles remontent à 1993 lorsque les chercheurs américains et européens établissent le cahier des charges de la mission spatiale LISA avec l'appui de l'Agence spatiale européenne et de la NASA. Les deux agences financent de 2000 à 2011 des recherches sur les technologies nécessaires pour réaliser cette mission. Les deux agences décident de développer une mission conjointe. En 1998, un démonstrateur technologique est proposé sous l'appellation ELITE (European LIsa Technology Experiment). Ce projet est affiné et proposé en 2000 en réponse à l'appel à propositions de l'ESA, SMART-2. Il s'agit de mettre au point des technologies utilisées à la fois par les futures missions LISA (chute libre) et Darwin (vol en formation de plusieurs satellites). La mission, qui comporte deux satellites, doit emporter trois charges utiles : deux préparent LISA et sont fournies respectivement par chaque agence, tandis que la troisième prépare Darwin. La mission est approuvée en 2000 mais après une étude par les industriels, ses ambitions sont révisées à la baisse : elle ne comporte plus qu'un seul satellite et deux charges utiles : LISA Technology Package (LTP) fournie par l’ESA et Disturbance Reduction System (DRS) fournie par la NASA. Le DRS comprend initialement des capteurs inertiels et un système de mesure par laser qui sont abandonnés pour des raisons de coût par la suite. Le lancement du satellite, rebaptisé LISA Pathfinder, est programmé pour 2011.

## Construction du satellite et des équipements
La construction du satellite LISA Pathfinder est réalisée par une quarantaine de sociétés et instituts de recherche répartis dans 14 pays avec comme chef de file et intégrateur la filiale anglaise de Airbus Defence & Space. Le coût s'élève à 430 millions d'euros en excluant les participations nationales et la contribution de la NASA. Des difficultés de mise au point repoussent le lancement à 2015.

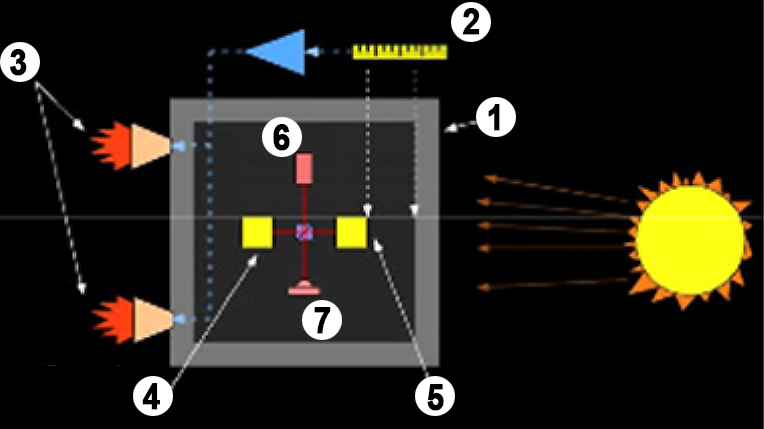
Schéma de fonctionnement de LISA Pathfinder : 1 Satellite, 2 Mesure capacitaire, 3 Micropropulseurs, 4 Masse d'épreuve secondaire, 5 Masse d'épreuve primaire, 6 Laser, 7 Photodétecteur.

## Principes de fonctionnement
Pour parvenir à mesurer les ondes gravitationnelles il faut que le système de mesure utilisé ne soit influencé que par la gravité et que toutes les autres forces soient écartées. Ainsi l'objectif de la mission LISA Pathfinder est de démontrer qu'on peut protéger deux cubes métalliques situés au cœur d'un satellite de toutes les forces internes et externes. Ceci impose que le satellite suive une trajectoire avec une précision de l'ordre de quelques nanomètres et que le système de mesure permette de détecter la position des cubes métallique avec une précision de l'ordre du picomètre. Les deux cubes sont en chute libre au sein du satellite sans contact avec le reste du satellite et leur distance respective est mesurée à l'aide d'un interféromètre laser. Dans ces conditions les cubes en chute libre ne sont influencés que par la gravité et leur déplacement respectif ne reflète plus que les variations de celles-ci dont les ondes gravitationnelles. 
Pour pouvoir maintenir les cubes en chute libre il faut d'abord compenser les forces externes qui modifient la trajectoire du satellite. La force principale est la pression de rayonnement exercée par les photons solaires sur le corps du satellite. Les forces internes sont d'origine magnétique, électrique mais également liées à la gravité générées par le satellite lui-même. Pour réduire les forces magnétiques pouvant s'exercer sur les cubes, tous les matériaux magnétiques sont exclus de la construction du satellite. Les aimants utilisés par les lasers et les propulseurs sont de très petite taille et sont positionnés à l'extérieur de l'enceinte externe du satellite. Le matériau utilisé pour réaliser les cubes, un alliage de platine et d'or, est choisi parce que leur susceptibilité magnétique est réduite. Pour réduire l'attraction gravitationnelle du satellite sur les cubes, le satellite est construit de manière que les forces de gravité que génèrent ses composants s'équilibrent au niveau des cubes. La position d'un composant situé à un mètre des cubes doit être déterminée au millimètre près tandis que les composants les plus proches des cubes doivent être déterminés avec une précision de l'ordre du 10 millionième de mètre. Des petites masselottes sont placés après l'assemblage du satellite pour répondre à ces contraintes.

## Objectifs
LISA Pathfinder doit valider le système de pilotage à traînée compensée, dont la performance attendue est de 10−14 ms−2 Hz−1/2 et qui ne peut être testé sur Terre du fait de la gravité. Le satellite doit :
- démontrer qu'une masse d'épreuve peut être placée en chute libre ;
- valider le fonctionnement de l'interféromètre laser avec un miroir en chute libre ;
- vérifier la fiabilité dans la durée des micropropulseurs, des lasers et de l'optique dans l'environnement spatial.

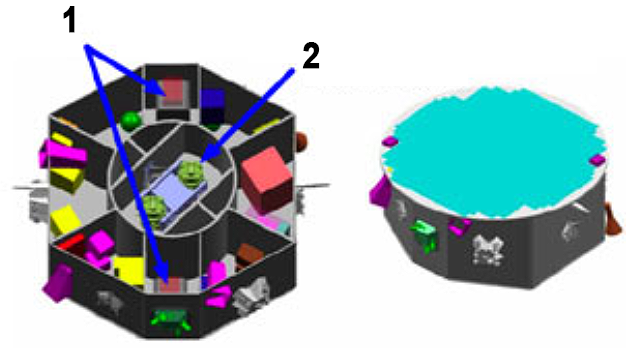
Vue interne et externe du satellite LISA Pathfinder avec et sans son panneau solaire. Position des deux équipements principaux : 1 DRS, 2 LPT.

## Caractéristiques techniques

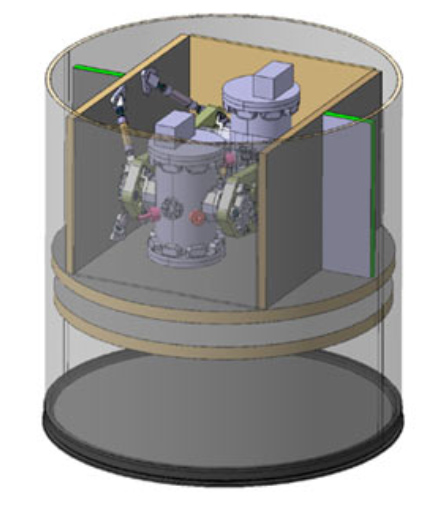
Le LPT (LISA Technology Package).

LISA Pathfinder a une masse de 1 900 kg. Il comprend d'une part le satellite scientifique proprement dit dont la masse est de 420 kg d'autre part un module de propulsion disposant de 1 100 kg d'ergols liquides chargé de placer LISA Pathfinder sur son orbite de travail près du point de Lagrange L1. La face supérieure du satellite scientifique est recouvertes de 36 rangées de 24 cellules photovoltaïques de type arséniure de gallium triple jonction représentant une superficie de 2,4 m2. Ce panneau fournit 650 watts en fin de mission. Le module de propulsion est haut de 1,9 mètre pour un diamètre de 2,1 mètres. Sa masse est de 1 420 kg lorsque les ergols sont chargés dans ses quatre réservoirs. Le propulseur principal a une poussée modulable allant de 340 à 440 newtons et brûle un mélange hypergolique d'UDMH et de peroxyde d'azote. 

### Charge utile
Le satellite embarque deux expériences :
- le LTP (LISA Technology Package) contient deux masses d'épreuve de 1,96 kg réalisés dans un alliage d'or et de platine et ayant la forme de cubes de 46 mm de côté : ceux-ci doivent servir à la fois de miroir pour l'interféromètre et de référentiel inertiel pour le système de contrôle de position. Le LTP est un modèle réduit de l'interféromètre eLISA : alors que la distance entre miroirs sera de 1 million de kilomètres pour LISA, elle est de 35 cm sur LISA Pathfinder ;
- le DRS (Disturbance Reduction System) est un système de contrôle de position développé par la NASA, chargé de compenser toutes les forces autres que la gravité s'exerçant sur le satellite (comme la pression de rayonnement). Il utilise des micropropulseurs ioniques à poussée continue (FEEP pour Field Emission Electric Propulsion) pour maintenir le satellite centré autour d'un point de référence en chute libre.

## Déroulement de la mission

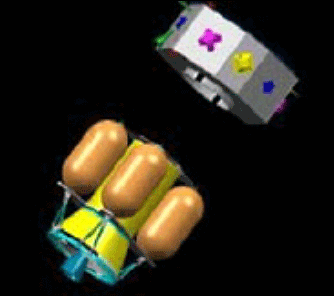
Le satellite LISA Pathfinder se sépare de son module de propulsion.

LISA Pathfinder est lancé le 3 décembre 2015 par le lanceur européen Vega tirée depuis la base de lancement de Kourou et placé initialement sur une orbite terrestre basse elliptique de 200 × 1 620 km avec une inclinaison de 5,3°,.

### Transit, mise à poste et recette
En utilisant ses propres moteurs, qui fournissent un delta-v total de 3,1 km/s, LISA Pathfinder accroît progressivement l'altitude de son apogée à quinze reprises. Au bout de 3 semaines, il échappe à l'attraction de la Terre. Le satellite se dirige alors vers le point de Lagrange L1 du système Soleil-Terre, à 1,5 million de kilomètres de la Terre qu'il atteint le 22 janvier. Il se met alors à circuler sur une orbite de Lissajous (500 000 × 800 000 km) autour de ce point de Lagrange. La rotation du satellite est annulée et le module de propulsion, qui peut perturber les mesures, est largué. Cette phase dure une quinzaine de jours. Une fois le satellite stabilisé, le fonctionnement des équipements DRS et LTP est vérifié durant une dizaine de jours.

### Réalisation des tests technologiques
LISA Pathfinder entame en février sa mission pour une durée prévue de six mois en parcourant une orbite de Lissajous autour de L1 : ces opérations comprennent deux phases de 90 jours chacune : la première est consacrée à l'utilisation du LTP et la seconde au DRS. Chaque mois deux à trois jours sont neutralisés pour effectuer des corrections de trajectoire. Les données sont transmises à la station terrestre de Cerebros en Espagne (antenne parabolique de 35 mètres de diamètre) dans le cadre de sessions quotidiennes de 8 heures par jour avec un débit de 52,3 kilobits par seconde. Le fonctionnement du satellite est contrôlé par le Centre européen des opérations spatiales (ESOC) à Darmstadt, en Allemagne, tandis que les opérations  scientifiques sont pilotées par le Centre d'astronomie spatiale européen (ESAC) à Villafranca de la Cañada, en Espagne.
Expérience LPT
Les 15 et 16 février 2016, les deux masses d'épreuve de l'expérience LPT baptisées Jake et Elwood (en référence aux The Blues Brothers) sont libérés des deux « doigts de maintien » qui les maintiennent en place depuis le lancement. Un champ électrostatique créé par des électrodes situées à 4 mm des faces des cubes les empêche d'entrer en contact avec les parois. Durant les semaines suivantes, le champ électrostatique est progressivement réduit jusqu'à son annulation et les masses se mettent à flotter librement. L'interféromètre laser doit alors mesurer la distance séparant les deux masses avec une précision de 0,01 nanomètre et identifier les sources des erreurs de mesure éventuelles (présence d'une force s’exerçant sur les masses dans l'axe de la mesure).
Expérience DRS et extension de la mission
À partir de la fin 2016 commence l'expérience DRS (Disturbance Reduction System) développée par la NASA. L'objectif est de tester les moteurs à micropropulsion colloïdale qui constituent une technologie alternative permettant de compenser les forces s'exerçant sur le satellite LISA Pathfinder. Après deux semaines consacrées à l'étalonnage, les micropropulseurs sont testés jusqu'à fin novembre. Une extension de la mission Lisa Pathfinder de six mois est décidée par l'agence spatiale européenne pour mieux définir le fonctionnement de l'instrumentation pour des ondes gravitationnelles qui sont émises avec des fréquences beaucoup plus basses ou plus hautes (1–60 mHz) que celles testées jusque-là. Ces nouveaux objectifs sont remplis en juin 2017.

## Résultats
La mission LISA Pathfinder est un succès complet. Dès les premiers jours de la phase de test, la précision obtenue pour les fréquences comprises entre 60 millihertz et 1 hertz ont atteint les objectifs fixés et les optimisations effectuées par la suite ont permis de les dépasser d'un facteur 100. À des fréquences inférieures à 1 mHz, le dispositif est perturbé par les molécules de gaz éjectées par les masses d'épreuve. Cette réussite technique ouvre la voie au satellite opérationnel eLISA dont le développement est confirmé à l'issue de la mission et dont le lancement est prévu en 2034,.

## Fin de mission
La mission LISA Pathfinder s'est achevée le 17 juillet 2017. Conformément aux règles de gestion des débris spatiaux, le satellite utilise sa propulsion pour quitter son orbite autour du point de Lagrange L1. Il se place sur une orbite héliocentrique stable plus proche du Soleil que celle de la Terre. Sur cette orbite l'engin spatial a 0,2 % de chance de percuter la Terre ou la Lune au cours des 100 années à venir.